# United States Naval Forces Southern Command
Le U.S. Naval Forces Southern Command (USNAVSO) est un commandement de la United States Navy. Il est la composante navale du United States Southern Command (USSOUTHCOM).
La 4e flotte des États-Unis reconstitué en 2008 dépend de ce commandement, son commandant étant un amiral qui est aussi le commandant du United States Fleet Forces Command.